# Prvo ratno prvenstvo grada Zagreba u nogometu za 1918. godinu
Prvo ratno prvenstvo grada Zagreba u nogometu za 1918. godinu bilo je prvo nogometno natjecanje u Zagrebu nakon Prvenstva Hrvatske i Slavonije 1914. godine. Natjecanje je organizirao Odbor za priređivanje nogometnih utakmica u korist Crvenog križa po uzoru na ostale velike gradove Austro-Ugarske (Beč, Prag, Budimpešta). Utakmice su odigrane od svibnja do kolovoza 1918. godine.

## Natjecateljski sustav
Za natjecanje se prijavilo 6 momčadi koje su jednokružnim natjecateljskim sustavom (pobjeda = 2 boda, neodlučeno = 1 bod, poraz = bez bodova) međusobno odlučivali o prvaku Zagreba.

## Rezultati
| rezultatska križaljka | HAŠ | GRA   | CRO | ZGB | ŠPA   | SLA  |
| --------------------- | --- | ----- | --- | --- | ----- | ---- |
| HAŠK                  | HAŠ | 1:1 * | 7:0 | 5:3 | 5:0   | 10:0 |
| Građanski             | -   | GRA   | 6:0 | 3:2 | 8:1   | 10:0 |
| Croatia               | -   | -     | CRO | 4:2 | 6:1 * | 3:1  |
| HTŠK Zagreb           | -   | -     | -   | ZGB | 1:1   | 3:1  |
| Šparta                | -   | -     | -   | -   | ŠPA   | 4:0  |
| Slavija               | -   | -     | -   | -   | -     | SLA  |

- Utakmica prekinuta u 70. minuti jer igrači Građanskog nisu htjeli prihvatiti jednu odluku suca. Do tada postignut rezultat priznat je kao konačan.
- Utakmica Šparta – Croatia 3:2, odigrana 4. kolovoza 1918. godine, je poništena. Nova utakmica je odigrana 18. kolovoza 1918. godine.

## Ljestvica učinka
| mj | naziv kluba | uta | pob | neo | izg | pop | pri | bod |
| -- | ----------- | --- | --- | --- | --- | --- | --- | --- |
| 1. | HAŠK        | 5   | 4   | 1   | 0   | 28  | 4   | 9   |
| 2. | Građanski   | 5   | 4   | 1   | 0   | 28  | 4   | 9   |
| 3. | Croatia     | 5   | 3   | 0   | 2   | 13  | 17  | 6   |
| 4. | HTŠK Zagreb | 5   | 1   | 1   | 3   | 11  | 14  | 3   |
| 5. | Šparta      | 5   | 1   | 1   | 3   | 7   | 20  | 3   |
| 6. | Slavija     | 5   | 0   | 0   | 5   | 2   | 30  | 0   |

- HAŠK i Građanski postigli su isti učinak, a HAŠK je proglašen pobjednikom natjecanja jer su igrači Građanskog uzrokovali prekid utakmice HAŠK – Građanski (1:1).

## Doigravanje za ulazak u 1. razred
| Datum               | Momčad 1 | Momčad 2 | Rezultat |
| ------------------- | -------- | -------- | -------- |
| 29. rujna 1918.     | Šparta   | Ilirija  | 1:1      |
| 10. listopada 1918. | Ilirija  | Šparta   | 2:1 p    |

U 1. razred Drugog ratnog prvenstva grada Zagreba plasirala se Ilirija.

## Zanimljivo
Prvi puta je u Zagrebu završeno jedno organizirano nogometno natjecanje (Prvenstva odigrana 1912./13. i 1913./14. su prekinuta.)